# Episodi de L'asso dei detective
La prima e unica stagione de L'asso dei detective, composta da 5 episodi, è stata trasmessa sul canale statunitense CBS dal 15 marzo al 12 aprile 1983. In Italia è stata trasmessa su Canale 5 negli anni' 80.
| n° | Titolo originale        | Titolo italiano          | Prima TV USA   | Prima TV Italia |
| -- | ----------------------- | ------------------------ | -------------- | --------------- |
| 1  | Murder at Restful Hills | Omicidio a Restful Hills | 15 marzo 1983  | anni' 80        |
| 2  | Bull Bates              | Bull Bates               | 22 marzo 1983  | anni' 80        |
| 3  | Inch in a Pinch         | Inch nei guai            | 29 marzo 1983  | anni' 80        |
| 4  | The Microchip Caper     | Un microchip misterioso  | 5 aprile 1983  | anni' 80        |
| 5  | The Gentleman Bandit    | Un bandito gentiluomo    | 12 aprile 1983 | anni' 80        |

## Omicidio a Restful Hills
- Titolo originale: Murder at Restful Hills
- Diretto da: Michael Preece
- Scritto da: Ron Friedman

## Bull Bates
- Titolo originale: Bull Bates
- Diretto da: Charles S. Dubin
- Scritto da: Ron Clark e Tim Conway

## Inch nei guai
- Titolo originale: Inch in a Pinch
- Diretto da: Michael Preece
- Scritto da: Arnie Kogen

## Un microchip misterioso
- Titolo originale: The Microchip Caper
- Diretto da: Michael Preece
- Scritto da: Rudy De Luca

## Il bandito gentiluomo
- Titolo originale: The Gentleman Bandit
- Diretto da: Michael Preece
- Scritto da: Mickey Rose